# 城关街道 (临颍县)
城关街道，原为城关镇，是中华人民共和国河南省漯河市临颍县下辖的一个街道办事处。

## 行政区划
城关街道下辖以下村级行政区划单位：
董畦村、西街村、北街村、北场村、东街村、东关村、曹姚村、吴寨村、丁庄村、聂庄村、双庙村、三里头村、南街村、王凤楼村、辛庄村、七里北村、七里南村和新赵村。